# 下呂町立宮地小学校
下呂町立宮地小学校 （げろちょうりつ みやじしょうがっこう）は、かつて岐阜県益田郡下呂町（現・下呂市）に存在した公立小学校。

## 概要
- 校区は宮地（旧・益田郡竹原村宮地）であった。1971年、竹原東小学校、竹原西小学校と統合し、竹原小学校の新設により廃校。
- 廃校後、校舎は1972年まで竹原小学校宮地教室として使用された。

## 沿革
- 1873年（明治6年）12月 - 宮地村に竹原宮地学校として開校。宮地村、野尻村、乗政村の児童が通学する。校舎は地蔵寺[注釈 2]の旧・境内に新築。
- 1875年（明治8年）2月 - 萩原村、花池村、桜洞村、上村、上呂村、中呂村、奥田洞村、大ヶ洞村、宮田村、宮地村、野尻村、御厩野村、乗政村、小川村、森村、湯之島村、東上田村が合併し、三郷村が発足。
- 1879年（明治12年） - 宮地神社[注釈 3]の北隣接地に新築移転。
- 1883年（明治16年）6月1日 - 三郷村が分割され、宮地・野尻・御厩野・乗政で竹原村として発足。
- 1886年（明治19年） - 宮地尋常小学校に改称する。
- 1898年（明治31年）4月 - 竹原第二尋常小学校に統合され、廃校。校舎は新設された竹原高等小学校[注釈 4]校舎となる。
- 1905年（明治38年） - 竹原高等小学校が廃校。竹原西尋常高等小学校宮地分校が設置され、竹原高等小学校の校舎を転用する。
- 1909年（明治42年） - 宮地尋常高等小学校として独立。
- 1910年（明治43年） - 校舎を新築。
- 1918年（大正7年） - 農業補習学校を併設する。
- 1932年（昭和7年） - 校舎を増築。
- 1941年（昭和16年）4月1日 - 宮地国民学校に改称する。
- 1947年（昭和22年）
  - 4月1日 - 竹原村立宮地小学校に改称する。竹原中学校の宮地地区の生徒の委託授業を行う。
  - 5月1日 - 竹原中学校の委託授業を解消。宮地小学校の校舎の一部を竹原中学校仮校舎とし、竹原村全域の中学校全生徒を収容する。
- 1949年（昭和24年） - 竹原中学校が新築移転。
- 1955年（昭和30年）4月1日 - 下呂町、上原村、中原村と合併し、改めて下呂町が発足。同時に下呂町立宮地小学校に改称する。
- 1971年（昭和46年）3月 - 竹原東小学校、竹原西小学校と統合し、竹原小学校の新設により廃校。